# Bhanvad
Bhanvad (en guyaratí:  ) es una ciudad de la India en el distrito de Devbhoomi Dwarka, estado de Guyarat.

## Geografía
Se encuentra a una altitud de 58 m s. n. m. a 393 km de la capital estatal, Gandhinagar, en la zona horaria UTC +5:30.

## Demografía
Según estimación 2011 contaba con una población de 22 180 habitantes.